# يا تحب يا تقب (فلم)
يا تحب يا تقب فيلم مصري سنة 1994 بطولة فاروق الفيشاوي وأحمد آدم والمنتصر بالله وحنان شوقي.

## القصة
تدور أحداثه حول هشام ومختار ومدحت، ثلاثة أصدقاء بالجامعة، يصرون على عدم النجاح في دراستهم بكلية الآداب لأكثر من 15 سنة نظرا للمكاسب التي يحققونها وخوفا من التخرج ومواجهة الحياة بمشاكلها المادية، هشام رئيس اتحاد الطلاب، وهو المسيطر على كل شئ، ومختار المسئول عن مشروع الكافتيريا، أما مدحت فيطبع المراجع والمذكرات الدراسية للطلبة بأسعار أقل من مذكرات الأساتذة. يرتبط هشام بحب ناهد ومدحت بحب الارستقراطية شيروت ومختار.. يصل إلى الكلية الدكتور عيادة الذي كان زميلا سابقًا للأصدقاء الثلاثة في الدراسة وذلك عقب عودته من الخارج وحصوله على الدكتوراه ليصبح رئيسا للقسم ويعاونهم للنجاح والتخرج ضد إراداتهم.. يفشل الأصدقاء الثلاثة في العثور على عمل مناسب، وتتزوج ناهد وشيروت وأمل من أقاربهن، وتدفع البطالة والفقر كل من مختار ومدحت للزواج من سيدتين مسنين ثريين، ولكن لا تكلل هذه الزيجات بالنجاح. وينتهي الفيلم بالطلاق والبدء في البحث عن مصدر للرزق أو سيدة مسنة أخرى. أما هشام فيرفض هذ الأسلوب المشين.

## وصلات خارجية
- مقالات تستعمل روابط فنية بلا صلة مع ويكي بيانات